# Circe (torpediniera)
La Circe è stata una torpediniera della Regia Marina. Con quattro affondamenti accertati è stata l'unità della Marina italiana ad ottenere i maggiori successi nella lotta antisommergibile.

## Storia
Tra i suoi primi comandanti vi fu il tenente di vascello Ener Bettica.
All'ingresso dell'Italia nella seconda guerra mondiale la nave faceva parte della XIII Squadriglia Torpediniere di base a Messina, che formava insieme alle gemelle Clio, Calipso e Calliope.
Alle sette di sera del 16 giugno 1940 l'unità, facente parte di un rastrello antisom insieme alle gemelle Polluce, Clio e Calliope, avvistò il periscopio di un sommergibile, dal quale poi partirono alcuni siluri: la Circe, la Polluce e la Clio, evitate le armi, iniziarono a gettare bombe di profondità sul punto dell'avvistamento finché, al nono passaggio, emerse una grossa quantità di rottami. L'unità affondata era il sommergibile britannico Grampus, che s'inabissò nel punto 37°05' N e 17°30' E (105 miglia a levante di Siracusa), senza superstiti tra i 59 membri dell'equipaggio.
Dal 29 al 31 luglio 1940 la circe Circe e le gemelle Clio, Climene e Centauro scortarono da Napoli a Messina e quindi (con il rinforzo delle torpediniere Airone, Alcione, Ariel e Aretusa) a Bengasi, nell'ambito dell'operazione «Trasporto Veloce Lento», un convoglio formato dal trasporto truppe Marco Polo e dagli incrociatori ausiliari Città di Palermo e Città di Napoli.
Alle 7.12 del mattino del 10 gennaio 1941 la Circe, in navigazione, al comando del capitano di corvetta Tommaso Ferrieri Caputi, insieme alla gemella Vega (le due navi erano partite da Trapani la sera precedente con funzioni di ricognizione nei confronti delle forze nemiche in mare per l'operazione britannica «Excess»), avvistò a grande distanza, circa 7 miglia a sudovest di Pantelleria, un folto gruppo di unità britanniche: si trattava di un convoglio di quattro mercantili diretto a Malta (in ciò consisteva «Excess») e della sua scorta, costituita dagli incrociatori Bonaventure, Gloucester e Southampton e di cinque cacciatorpediniere. Sebbene avvistate a loro volta e fatte segno del tiro delle artiglierie delle unità inglesi, le due torpediniere italiane si avvicinarono alla formazione nemica per poterla attaccare: giunte a 4.000-5.000 metri di distanza, Circe e Vega tra le 7. 26 e le 7.28 lanciarono alcuni siluri (la Circe attaccò per prima, lanciando tre armi contro una unità al centro del gruppo, mentre un quarto siluro non poté partire per guasto alla carica di lancio, mentre la Vega ne lanciò due subito dopo contro il Bonaventure) che però non andarono a segno (infatti le unità italiane avevano identificato i bersagli come unità da guerra con rotta verso sudest e velocità di 20 nodi, ma in realtà le navi inglesi stavano procedendo più lentamente) ed aprirono anche il fuoco con i pezzi da 101 mm in risposta al tiro inglese. Infatti gli incrociatori Southampton e Bonaventure ed i cacciatorpediniere Hereward e Jaguar, che avevano inizialmente ritenuto che le due torpediniere fossero cacciatorpediniere britannici, passarono a quel punto al contrattacco, mentre le unità italiane ripiegavano. Mentre la Circe riuscì ad allontanarsi indenne, rompendo il contatto alle 8.15, la Vega venne centrata e devastata da tre salve del Bonaventure e finita da un siluro dell’Hereward, inabissandosi alle 8.15 dopo un violento combattimento. Allontanatasi dal luogo dello scontro con rotta verso nord, la Circe giunse a Pantelleria alle 8.45 e quindi, preso a bordo un ufficiale medico, tornò sul punto dell'affondamento per prestare soccorso ai naufraghi: dell'intero equipaggio della Vega poterono essere salvati solo cinque o sei uomini. Mentre si allontanava la Circe abbatté un velivolo avversario.
Nel corso del 1941 la torpediniera venne modificata con l'eliminazione delle poco efficaci mitragliere da 13,2 mm e la loro sostituzione con 8 armi da 20/65 mm.
Dal 28 al 30 marzo Circe, Alcione e Sagittario vennero inviate, insieme a due MAS, a soccorrere il piroscafo tedesco Ruhr, silurato dal sommergibile britannico Utmost mentre era in navigazione in convoglio verso la Libia, e lo scortarono a Tripoli insieme ad un altro piroscafo silurato in un secondo tempo, il Galilea (entrambe le navi poterono essere salvate).
Il 26 maggio 1941 la nave effettuò una missione di posa di mine ad est di Malta, insieme alle gemelle Perseo, Clio e Calliope.
Il 17 luglio 1941 la Circe lasciò Tripoli di scorta al piroscafo Menes, che, danneggiato, rientrava in Italia al traino dei rimorchiatori Ciclope e Max Barendt. Il 20 luglio il convoglio venne attaccato nel canale di Sicilia dal sommergibile HMS Union: la torpediniera italiana, avvistata la scia di un siluro verso le 11.20, lo evitò e reagì quindi lanciando sette bombe di profondità, seguita da un aereo che ne lanciò altre tre, dopo di che vennero a galla olio e bolle d'aria: il sommergibile britannico era affondato senza sopravvissuti, circa 25 miglia a sudovest di Pantelleria.
Il 7 settembre si aggregò alla scorta – cacciatorpediniere da Recco, Freccia, Folgore e Strale – di un convoglio in rotta Tripoli-Napoli formato dal piroscafo Ernesto, dalla motonave Col di Lana e dalla nave cisterna Pozarica; il 7 settembre l’Ernesto fu silurato e danneggiato dal sommergibile olandese O 21 al largo di Pantelleria e la Circe lo assisté conducendolo a Trapani insieme allo Strale (arrivandovi l'8), mentre il resto del convoglio proseguiva per Napoli (ove giunse l'indomani).
Il 10 settembre le torpediniere Pegaso, Procione, Orsa e Circe (cui il 13 si aggiunse la Perseo) ed i cacciatorpediniere Fulmine ed Oriani lasciarono Napoli di scorta ad un convoglio (piroscafi Temben, Caffaro, Nicolò Odero, Nirvo, Giulia e Bainsizza) diretto in Libia, che il 12 settembre venne attaccato da aerei britannici Fairey Swordfish dell'830° Squadron a nordovest di Tripoli: il Caffaro affondò in posizione 34°15' N e 11°54' E, mentre il Tembien ed il Nicolò Odero rimasero danneggiati; quest'ultimo venne finito l'indomani in posizione 32°51' N e 12°18' E da un altro attacco aereo, dopo che il resto del convoglio era giunto a Tripoli.
Il 19 settembre 1941 la Circe rimase danneggiata durante un attacco aereo.

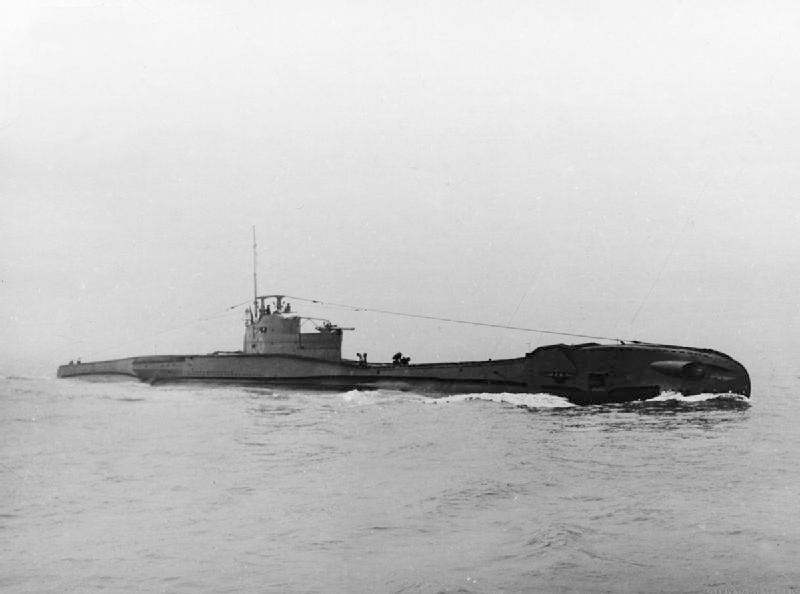
Il sommergibile HMS Tempest, affondato dalla Circe il 13 febbraio 1942

Alle 20.20 del 12 febbraio 1942 la Circe, al comando del capitano di corvetta Stefanino Palmas, mentre si trovava di scorta al piroscafo Bosforo nel golfo di Taranto, ricevette l'ordine di far dirigere il trasporto a Crotone e procedere ad un rastrellamento antisom nella zona tra Crotone e Punta Alice, in seguito al siluramento, da parte del sommergibile HMS Una, della nave cisterna Lucania. Il 13 febbraio alle 3.02 la Circe individuò in superficie il sommergibile britannico Tempest, che si trovava in pattugliamento nel Mar Ionio, una trentina di miglia a nordest di Crotone, e che, avvistata a sua volta la nave italiana, s'immerse, venendo comunque individuato con l'ecogoniometro alle 3.15. Alle 3.32 la torpediniera effettuò una prima scarica di bombe di profondità che causò vari danni al sommergibile, poi iniziò a incrociare sulla verticale del Tempest senza attaccare fino all'alba, perché il mare mosso e l'oscurità impedivano di gettare le cariche – che consentivano solo quattro attacchi – con precisione. Alle 7.16 la Circe effettuò un secondo passaggio con lancio di bombe, che danneggiò gravemente l'unità nemica (ed infatti dieci minuti più tardi comparvero chiazze di nafta in superficie). Alle 7.55 la nave italiana compì un nuovo lancio di bombe, vedendo affiorare altra nafta e bolle d'aria. Alle 9.17 la Circe gettò contro il sommergibile le ultime bombe di profondità, ed alle 9.42 vennero a galla due grosse bolle d'aria; tra le 9.45 e le 9.48 il malridotto Tempest dovette venire in superficie, tenuto sotto tiro dalle artiglierie della torpediniera. Mentre una parte dell'equipaggio abbandonava l'unità, due uomini furono visti avvicinarsi al cannone e perciò, dalle 9.49 alle 9.51, finché ogni tentativo inglese di azionare il cannone non fu abbandonato, venne aperto il fuoco con le mitragliere ed anche con i cannoni da 101 mm (che spararono nove colpi). La Circe tentò quindi di abbordare il sommergibile per catturarlo, ma non vi riuscì a causa del mare mosso. A quel punto la nave italiana cercò di finire l'unità avversaria (ormai deserta ed alla deriva) colpendola con oltre una dozzina di cannonate, ma anche questo tentativo non ebbe risultato. Infine si decise di prendere il sommergibile a rimorchio ed allo scopo due marinai italiani salirono a bordo di esso e prepararono i cavi per il rimorchio, ma a quel punto il Tempest iniziò ad affondare di poppa piuttosto rapidamente e, dopo che i due uomini della Circe si furono gettati in mare, colò a picco nel punto 39°15' N e 17°45' E. La torpediniera provvide anche al recupero, con una scialuppa e delle reti calate dalle murate, dei 23 sopravvissuti (su 62 membri dell'equipaggio) del Tempest.
Il 21 febbraio 1942, nel corso dell'operazione «K. 7», la Circe fece parte – unitamente ai cacciatorpediniere Maestrale, Pigafetta, Pessagno, Usodimare e Scirocco – della scorta di un convoglio (formato dalla grande nave cisterna Giulio Giordani e dalle moderne motonavi da carico Lerici e Monviso) salpato da Corfù alle 13.30 ed arrivato poi a Tripoli). Il 23 febbraio, alle 10.14, la Circe, in navigazione a 14 nodi a nordovest di Capo Misurata individuò con l'ecogoniometro, a 1800 metri di distanza per 46°, il sommergibile britannico P 38, che stava cercando di attaccare il convoglio. La torpediniera accelerò a 18-20 nodi ed a 1000 metri avvistò il periscopio dell'unità nemica, che iniziò subito la manovra di immersione rapida. La Circe effettuò quindi un primo passaggio a 16 nodi gettando 6 bombe di profondità regolate per esplodere a 70 metri; poco dopo – erano le 10.32 – il P 38 emerse fortemente appoppato, ed a quel punto intervennero il Pessagno ed l'Usodimare, che gettarono a loro volta bombe di profondità e mitragliarono anche, in collaborazione con aerei, l'unità nemica appena affiorata. L'azione divenne molto confusa, impedendo alla torpediniera di proseguire nel proprio attacco, ed un marinaio italiano rimase ucciso dal tiro delle mitragliere delle stesse unità italiane, quindi, richiamate al loro posto le altre navi, la Circe poté nuovamente individuare l'unità subacquea nemica (che dopo essere affiorata era subito tornata ad immergersi) e gettare altre undici bombe di profondità regolate per 75 metri. Poco dopo, alle 10.40, il P 38 emerse sbandato di 45° e con le eliche che roteavano nell'aria, per poi riaffondare rapidamente con tutto l'equipaggio, nel punto 32°48' N e 14°58' E. La Circe rimase per circa un'ora e mezza sul luogo dell'affondamento, continuando ad avvertire l'eco (causata probabilmente dalla fuoriuscita di aria e carburante) del sommergibile affondato a 350 metri di profondità.
Il 28 giugno la nave salpò da Bengasi di scorta, insieme a due motosiluranti tedesche, al piroscafo Savona, che tuttavia andò perduto per incaglio nei pressi di Sidi Sueicher.
Il 1º novembre 1942 la Circe e la vecchia torpediniera San Martino vennero inviate a scortare un convoglio composto dagli incrociatori ausiliari Zara e Brioni partiti il 29 ottobre da Brindisi e diretti a Tobruk. Intorno alle otto del mattino del 2 novembre il convoglio venne attaccato da aerosiluranti inglesi ed alle 8.15 lo Zara venne colpito da un siluro. La Circe prese a rimorchio l'unità colpita, ma verso le otto di sera questa iniziò ad affondare ed in breve s'inabissò ad una cinquantina di miglia da Tobruk. La Circe e la San Martino provvidero al salvataggio dell'intero equipaggio dello Zara, eccettuati cinque uomini.
Nella notte tra il 26 ed il 27 novembre 1942 la Circe stava scortando un convoglio diretto in Libia al largo di Palermo; posizionata a poppavia del convoglio, la torpediniera procedeva a zig zag con le luci oscurate. Mentre il comandante Palmas stava carteggiando, l'ufficiale che si trovava in plancia commise un errore nel calcolo della rotta, errore che portò la Circe ad essere speronata dall'incrociatore ausiliario Città di Tunisi: l'urto quasi spezzò in due la torpediniera, che, con un enorme squarcio a centro nave, si abbatté sul lato di dritta ed affondò in pochi minuti una quarantina di miglia a nordest di Castellammare del Golfo, nonostante i tentativi da parte dell'equipaggio di salvarla.
Perirono con la nave il comandante Palmas ed altri 65 tra ufficiali, sottufficiali e marinai. I sopravvissuti vennero recuperati dal cacciatorpediniere Folgore.
Comandanti
Capitano di fregata Aldo Rossi (nato a Cogoleto il 28 novembre 1899) (10 giugno - luglio 1940)
Capitano di corvetta Tommaso Ferrieri Caputi (nato a Firenze il 12 marzo 1903) (luglio 1940 - marzo 1941)
Capitano di corvetta Carlo Unger di Löwenberg (nato a Lucca l'11 dicembre 1906) (marzo - 6 dicembre 1941)
Capitano di corvetta Stefanino Palmas (nato a Ittiri il 26 marzo 1907) (+) (7 dicembre 1941 - 27 novembre 1942)